# Ernst Levy
Ernst Levy (født 18. november 1895 i Basel - død 19. april 1981 i Morges, Schweiz) var en schweizisk komponist, dirigent, lærer og musikolog.
Levy studerede komposition og klaver på Musikkonservatoriet i Basel hos Hans Huber og Egon Petri. Han underviste som lærer i komposition og som musikolog i USA på bl.a. Universitetet i Chicago, og Musikkonservatoriet i New England. Levy har skrevet 15 symfonier, orkesterværker, kammermusik, koncertmusik, korværker, vokalmusik, og solostykker for klaver etc.

## Udvalgte værker
- Symfoni nr. 1 (19?)  - for orkester
- Symfoni nr. 2 (1922) - for orkester
- Symfoni nr. 3 (19?)  - for orkester
- Symfoni nr. 4 (19?)  - for orkester
- Symfoni nr. 5 (19?)  - for orkester
- Symfoni nr. 6 (19?)  - for orkester
- Symfoni nr. 7 (1937) - for orkester
- Symfoni nr. 8 (1937) - for orkester
- Symfoni nr. 9 (19?)  - for orkester
- Symfoni nr. 10 "Frankrig" (1944) - for orkester
- Symfoni nr. 11 (1949) - for orkester
- Symfoni nr. 12 (1951) - for orkester
- Symfoni nr. 13 (1955) - for orkester
- Symfoni nr. 14 (1962) - for orkester
- Symfoni nr. 15 (1968) - for orkester
- Cellokoncert (1947) - for cello og orkester